# 2636 Lassell
2636 Lassell è un asteroide della fascia principale. Scoperto nel 1982, presenta un'orbita caratterizzata da un semiasse maggiore pari a 3,0019182 au e da un'eccentricità di 0,0789313, inclinata di 10,47167° rispetto all'eclittica.
L'asteroide è dedicato all'astronomo britannico William Lassell.